# Robert Finger

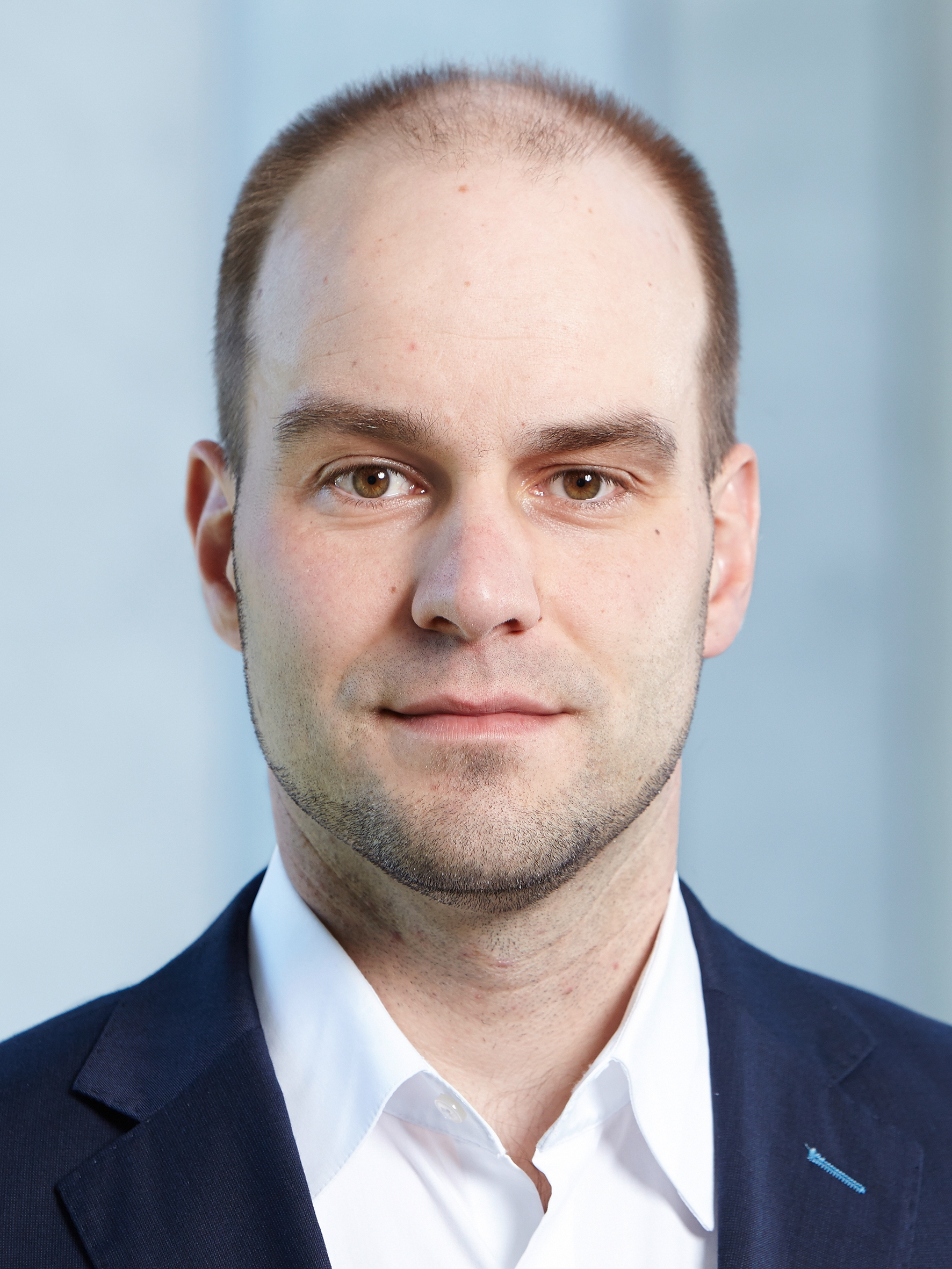
Robert Finger (2016)

Robert Finger (* 1981) ist ein deutscher Wirtschaftswissenschaftler und hat seit 2016 die Professur für Agrarökonomie und -politik an der ETH Zürich inne.

## Biografie
Finger wuchs in Deutschland auf. Später absolvierte er sein Diplom in Wirtschaftswissenschaft an der Europa-Universität Viadrina in Frankfurt (Oder). 2006 begann er ein Promotionsstudium an der ETH Zürich und arbeitete für seine Doktorarbeit an einem interdisziplinären Forschungsprojekt über die Auswirkungen des Klimawandels und die Anpassung an den Klimawandel in der Schweizer Landwirtschaft mit. 2009 wurde er promoviert und arbeitete anschließend in einer Anstellung als Postdoc. Von 2012 bis 2014 hatte er eine Assistenzprofessur für Agrarökonomie an der Universität Wageningen (Niederlande) inne. Anschließend war er von 2014 bis 2016 Professor für Produktionswirtschaft an der Universität Bonn. Seit 2016 hat er die Professur für Agrarökonomie und -politik an der ETH Zürich inne.
Seit 2021 ist Finger Vorsitzender des World Food System Center der ETH Zürich. Außerdem leitet er seit 2023 den Lenkungsausschuss einer Initiative für offene Forschungsdaten, an der alle sechs Institutionen des ETH-Bereichs beteiligt sind. Er ist ebenfalls Herausgeber und Mitglied des Redaktionsbeirats mehrerer agrarökonomischer und interdisziplinärer Fachzeitschriften, darunter das American Journal of Agricultural Economics, die European Review of Agricultural Economics, Applied Economic Perspectives and Policy, das Journal of the Agricultural and Applied Economics Association, Q Open und Agricultural Systems.

## Forschung und wissenschaftlicher Beitrag
Fingers Forschungs- und Lehrtätigkeit konzentriert sich auf Agrarökonomie, Agrarpolitik und Risikomanagement in der Landwirtschaft. Er zielt mit seiner Forschung darauf ab, das Verständnis von Entscheidungsträgern im Agrar- und Ernährungssektor in Verbindung mit agrarpolitischen Instrumenten zu verbessern und fokussiert sich dabei besonders auf Produktions- und Risikomanagemententscheidungen. Er analysiert hierbei hauptsächlich die Schweizer Landwirtschaft und die europäische Landwirtschaft. Seine Forschungsbeiträge hierzu fließen in die Diskussionen mit den Behörden, den Bauernvertretern, aber auch mit den NGOs über die Zukunft der Landwirtschaft ein.
Finger forschte unter anderem zu Smart Farming und möchte durch Modellierungen, beispielsweise zum Einsatz von Düngemitteln, herausfinden, ob diese Art der Landwirtschaft Chancen in der Schweiz haben könnte. Seine Forschung wurde unter anderem beim Glyphosat-Verbot in der EU öffentlich diskutiert, in dessen Rahmen er zum Beispiel den Silomaisbau in Westdeutschland untersuchte und zu dem Ergebnis kam, dass die Ertragseinbußen davon nur gering wären. 2020 arbeitete er auch an einer Studie zu besseren Politikmaßnahmen für die Regulierung von Pestiziden. Finger analysiert außerdem Möglichkeiten, den Einsatz von Pestiziden in der Landwirtschaft zu reduzieren.
2023 untersuchte Finger gemeinsam mit anderen Forschern in einer Studie, welchen Einfluss Landwirtschaft und Agrarpolitik auf die Vogelbestände in der Schweiz, in Frankreich und in Deutschland haben. Zudem leitete er 2023 eine Metastudie, die einen Überblick zu ökonomischen Auswirkungen eines Glyphosatverbots in Europa analysierte.
Finger hat einen H-Index von 51. Die Neue Zürcher Zeitung zählte ihn 2021 zu einem der einflussreichsten Ökonomen der Schweiz.

## Publikationen (Auswahl)
Finger veröffentlichte mehr als 210 begutachtete Artikel in führenden agrarökonomischen und interdisziplinären Fachzeitschriften. Diese sind u. a.:
- mit Achim Walter, Robert Huber, Nina Buchmann: Smart farming is key to developing sustainable agriculture. In: Proceedings of the National Academy of Sciences. Volume 114, S. 6148–6150. 13. Juni 2017.
- mit Miranda P.M. Meuwissen et al.: A framework to assess the resilience of farming systems. In: Agricultural Systems, Volume 176. November 2019.
- Robert Finger et al.: Precision Farming at the Nexus of Agricultural Production and the Environment. In: Annual Review of Resource Economics. Volume 11, S. 313–335. 2019.
- mit Poorvi Iyer, Martina Bozzola, Stefan Hirsch, Manuela Meraner: Measuring Farmer Risk Preferences in Europe: A Systematic Review. In: Journal of Agricultural Economics. Volume 71, Issue 1, S. 3–26. 2020.
- mit David Wuepper, Pasquale Borrelli: Countries and the global rate of soil erosion. In: Nature Sustainability. Volume 3, S. 51–55. 2020.
- mit Melf-Hinrich Ehlers, Robert Huber: Agricultural policy in the era of digitalisation. In: Food Policy. Volume 100, S. 1–14. 2021.

Für seine Dissertation erhielt Finger eine Medaille der ETH Zürich sowie den GEWISOLA-Preis. Seine Publikationen wurden mehrmals ausgezeichnet.

## Weitere Aktivitäten und Mitgliedschaften
- European Association of Agricultural Economists (EAAE), Liaison-Officer[32]
- Gesellschaft für Wirtschafts- und Sozialwissenschaften des Landbaus (GEWISOLA)[10]
- International Association of Agricultural Economists (IAAE)[10]
- Schweizerische Gesellschaft für Agrarökonomie und Agrarsoziologie (SGA-SSE), Vorstandsmitglied[33]
- Agricultural Economics Society (AES)[10]
- World Food System Centre, Vorsitzender seit 2021[8]